# Machenka
Machenka (en russe : Машенька) est le premier roman de l'écrivain Vladimir Nabokov. Publié en mars 1926 à Berlin, le roman a été traduit en anglais par Nabokov en 1970 sous le titre de Mary.

## Composition et accueil
Après un projet inabouti qui devait s'intituler Bonheur et dont seul un fragment fut publié en janvier 1925, Nabokov conçoit son projet de roman au moment de son mariage avec Vera Slonim (à qui il dédicace cette œuvre, comme toutes les suivantes) le 15 avril 1925. Il ne commence à écrire Machenka qu'à la fin de l'été 1925. La rédaction semble terminée au tout début 1926.
L'édition originale russe fut publiée sous le pseudonyme de « V. Sirine » (en russe : В. Сиринь) par la maison d'édition Slova (russe : Слово) dirigée par Iossif Hessen, également rédacteur en chef de la revue Roul, à laquelle collaborait également Nabokov, sous le même pseudonyme. Une traduction allemande  paraît dès 1928 chez Ullstein sous le titre Sie kommt - kommt sie?.
Présenté comme « un roman de la vie d'émigré » à sa sortie, le roman connut un accueil assez favorable, bien que certains critiques aient mis en avant certains défauts (manque de crédibilité du personnage principal) ou aient contesté le qualificatif de roman en raison de sa brièveté, lui préférant la dénominations de « récit, nouvelle » (russe : повесть).
La traduction anglaise de 1970 a amené Nabokov à modifier le titre, essentiellement pour des raisons d'euphonie anglaise dont il s'explique dans l'avant-propos. La traduction anglaise reste très fidèle à l'original russe. Les modifications sont des détails peu signifiants.

## Personnages
- Lev Glebovitch Ganine : personnage principal du récit. On apprend vers la fin du roman que si ses prénom et patronyme sont exacts, son nom de famille ne l'est pas. mais il n'en dira pas plus.
- Ludmila Borissovna Roubanski : maîtresse de Ganine, qui ne l'aime plus et avec qui il rompt aussitôt qu'il apprend l'arrivée de Machenka, son premier amour.
- Klara : Dactylographe célibataire de 26 ans « forte en poitrine », secrètement amoureuse de Ganine. Amie de Ludmila.
- Lydia Nicolaïevna Dorn : veuve d'origine russe d'un homme d'affaires allemand. À la mort de son mari, elle a transformé son appartement en pension. Personnage timide et transparent.
- Aleksei Ivanovitch Alfiorov : personnage envahissant, qui agace Ganine ; c'est le mari naïf de Machenka.
- Anton Serguéïévitch Podtiaguine : vieux poète, souffrant de graves troubles cardiaques, qui rêve de partir à Paris. Ganine a beaucoup de sympathie pour lui et tente de l'aider.
- Koline et Gornotsvétov : deux danseurs homosexuels, très efféminés.
- La cuisinière : femme très laide, se prostitue sur les marchés à ses heures perdues.
- Erika
- Machenka[7],[8] : figure omniprésente et qui donne son nom au roman n'apparaît jamais dans celui-ci. Ce n'est qu'une réminiscence amoureuse de Ganine.

Dans une lettre d'octobre 1925 à sa mère, qui séjournait à Prague, Nabokov évoque les personnages de son premier roman et la joie de la création littéraire :

« Mon héros n'est pas un personnage très sympathique, mais parmi les autres il y a des gens tout à fait adorables. J'apprends à les connaître de mieux en mieux et je commence déjà à avoir l'impression que mon Ganine, mon Alfiorov, mes danseurs Koline et Gornotsvetov, mon vieux Podtiaguine, Klara, une juive de Kiev, Kounirsyne, Mme Dorm et ainsi de suite - enfin et surtout ma Machenka - sont de vraies personnes et non mes inventions. Je sais comment chacun sent, marche, mange, et je comprends comment Dieu, en créant le monde, y trouva une joie pure, exaltante. Nous sommes les traducteurs de la création de Dieu, ses petits plagiaires et menus imitateurs, nous étoffons ce qu'il a écrit, comme un commentateur sous le charme donne parfois un surcroit de grâce à un vers de génie. »

— Vladimir Nabokov, lettre à sa mère, octobre 1925.

## Résumé
L'action se déroule en avril 1924 pour l'essentiel dans une modeste pension « à la fois russe et déplaisante » de Berlin. Une veuve d'origine russe, Lydia Nicolaïevna, a transformé son appartement en pension et abrite des locataires plutôt démunis, tous exilés de Russie, ayant fui leur pays après la Révolution.
L’histoire commence dans un ascenseur en panne - il tombera d'ailleurs constamment en panne durant la petite semaine que dure le roman. Prisonniers dans l'ascenseur obscur, deux pensionnaires font plus ample connaissance : Lev Glebovitch Ganine et Aleksei Ivanovitch Alfiorov... Ganine est un homme secret, taciturne et peu affable. Celui-ci est engagé dans une relation sans but avec Ludmila, une jeune femme avec laquelle il a du mal à rompre bien qu'il planifie un départ de la capitale allemande à la fin de la semaine. Un de ses voisins, Alfiorov, attend impatiemment Machenka, sa femme qui doit venir le rejoindre de Russie après quatre années de séparation. Or, à l'occasion d'une visite dans la chambre de son voisin, Ganine découvre que Machenka n'est autre qu'une infirmière avec laquelle il a vécu sa première histoire d'amour, une histoire passionnée neuf ans plus tôt. Cette découverte le bouleverse.
On plonge alors dans les souvenirs amoureux de Ganine en parallèle à la préparation à l'arrivée de Machenka. Mais ils sont deux à préparer son arrivée : Alfiorov, le mari, et Ganine bien décidé à ne pas laisser passer cette occasion unique...

## Citations
« La propension bien connue du débutant à empiéter sur sa vie privée en se mettant en avant ou en introduisant un vicaire dans son premier roman, tient moins à l'attrait d'un thème tout trouvé qu'au soulagement de pouvoir se débarrasser de soi avant de passer à un meilleur sujet. C'est une des très rares règles générales auxquelles je me sois plié. »

— Vladimir Nabokov, Avant-propos de Machenka.

« Quoiqu'un âne puisse soutenir que le mot « orange » est l'anagramme onirique du mot « organe », je déconseillerais à des membres de la délégation viennoise de perdre leur précieux temps à analyser le rêve de Klara à la fin du chapitre IV dans ce livre. »

— Vladimir Nabokov, Avant-propos de Machenka.

## Postérité
Machenka et son mari Alfiorov réapparaissent en tant que personnages secondaires dans La Défense Loujine, le troisième roman de Nabokov.

## Adaptation au cinéma
- Le roman a été adapté en film par John Goldschmidt en 1987, sous le titre de Maschenka.